# Horno de copela

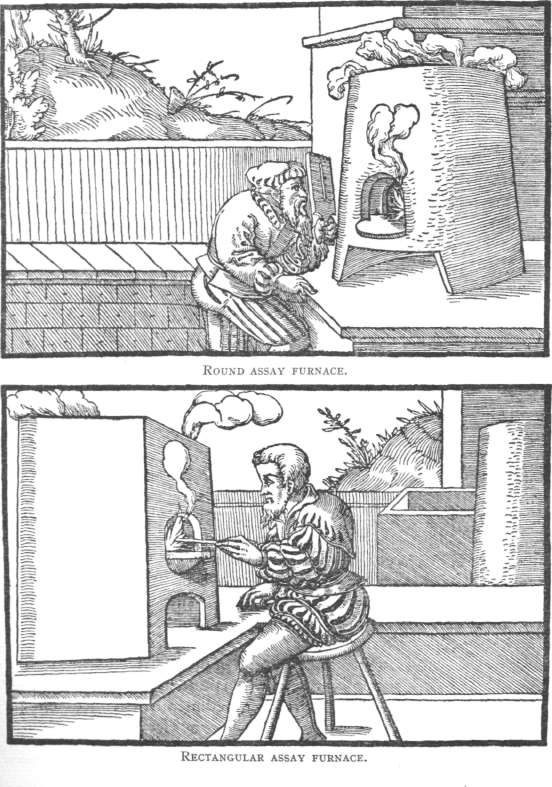
Hornos de copela del

Se llama horno de copela o de mufla a un tipo de horno de reverbero. Se emplea este horno en la fundición en copela de los metales desde la antigüedad. Con el proceso de copelación o copelado se consigue la purificación de los metales de sus impurezas, separar varios metales que podrían aparecer mezclados en sus menas.
El horno de copela tiene sección ovalada. En su laboratorio hay una pequeña pieza de forma semicilíndrica que se abre al exterior y que se llama mufla. En esta mufla se coloca el cuerpo que hay que calentar y de este modo se halla fuera del contacto de los productos de la combustión y expuesto, por el contrario, a la acción oxidante del aire. 

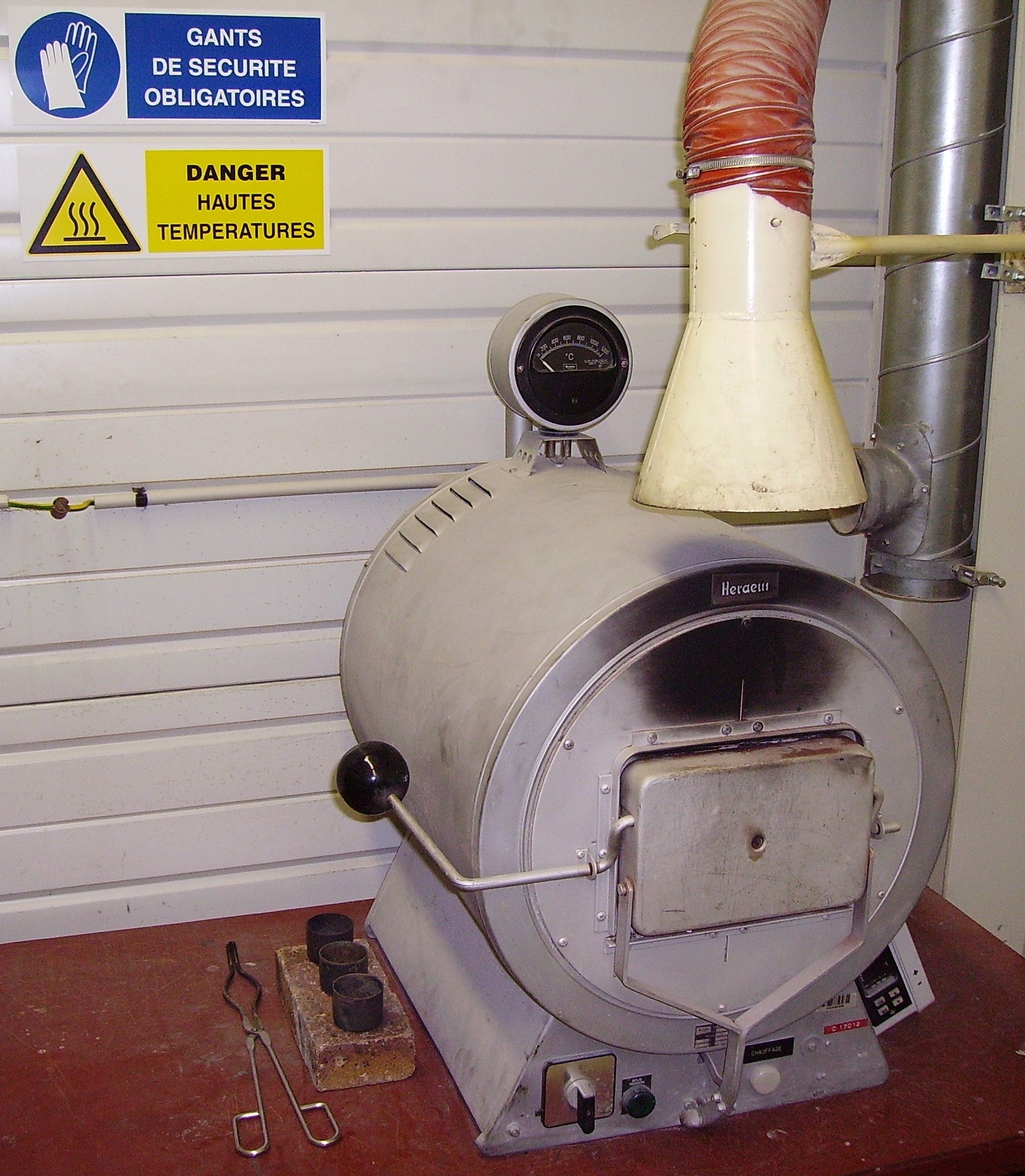
Horno de mufla de laboratorio. Temperatura máxima: 1150 °C; 14 A, 24 resistencias eléctricas. Se ven tres crisoles metálicos y una pinza grande. Utilizado para calcinación, determinación del contenido de cenizas, etc.

Pequeños agujeros practicados en la mufla producen una aspiración continua del aire exterior, lo que asegura una corriente constante alrededor de los objetos que contiene. 